# Theodor Leber

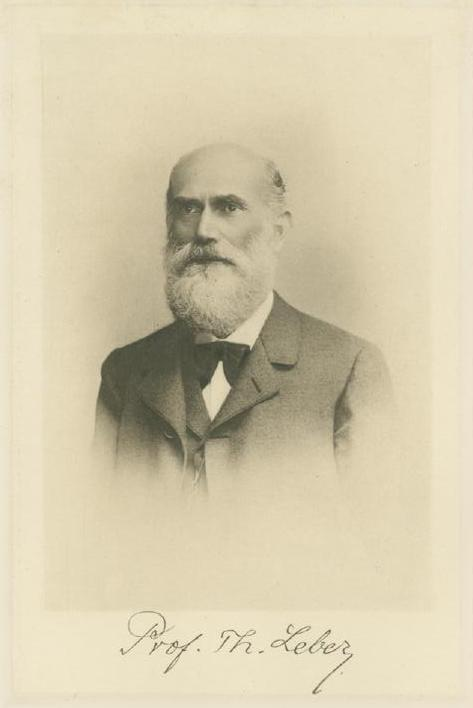
Theodor Leber

Theodor Karl Gustav von Leber (ur. 29 lutego 1840 w Karlsruhe, zm. 17 kwietnia 1917 w Heidelbergu) – niemiecki lekarz okulista. 
Był studentem Hermanna von Helmholtza w Heidelbergu, w 1862 roku otrzymał tytuł doktora medycyny. Następnie był asystentem Hermanna Jakoba Knappa w Klinice Ocznej w Heidelbergu, a później w Wiedniu, gdzie studiował fizjologię u Carla Ludwiga. Od 1867 do 1870 roku był asystentem Albrechta von Graefego w Berlinie. W 1871 roku został dyrektorem Kliniki Ocznej w Getyndze, od 1890 do 1910 w roku ponownie w Heidelbergu.
W 1869 roku opisał zespół znany dziś jako wrodzona ślepota Lebera, a w 1871 roku dziedziczną neuropatię nerwu wzrokowego Lebera. Mały splot żylny położony w pobliżu kanału Schlemma określany jest niekiedy jako splot Lebera.